# 木造菩萨坐像

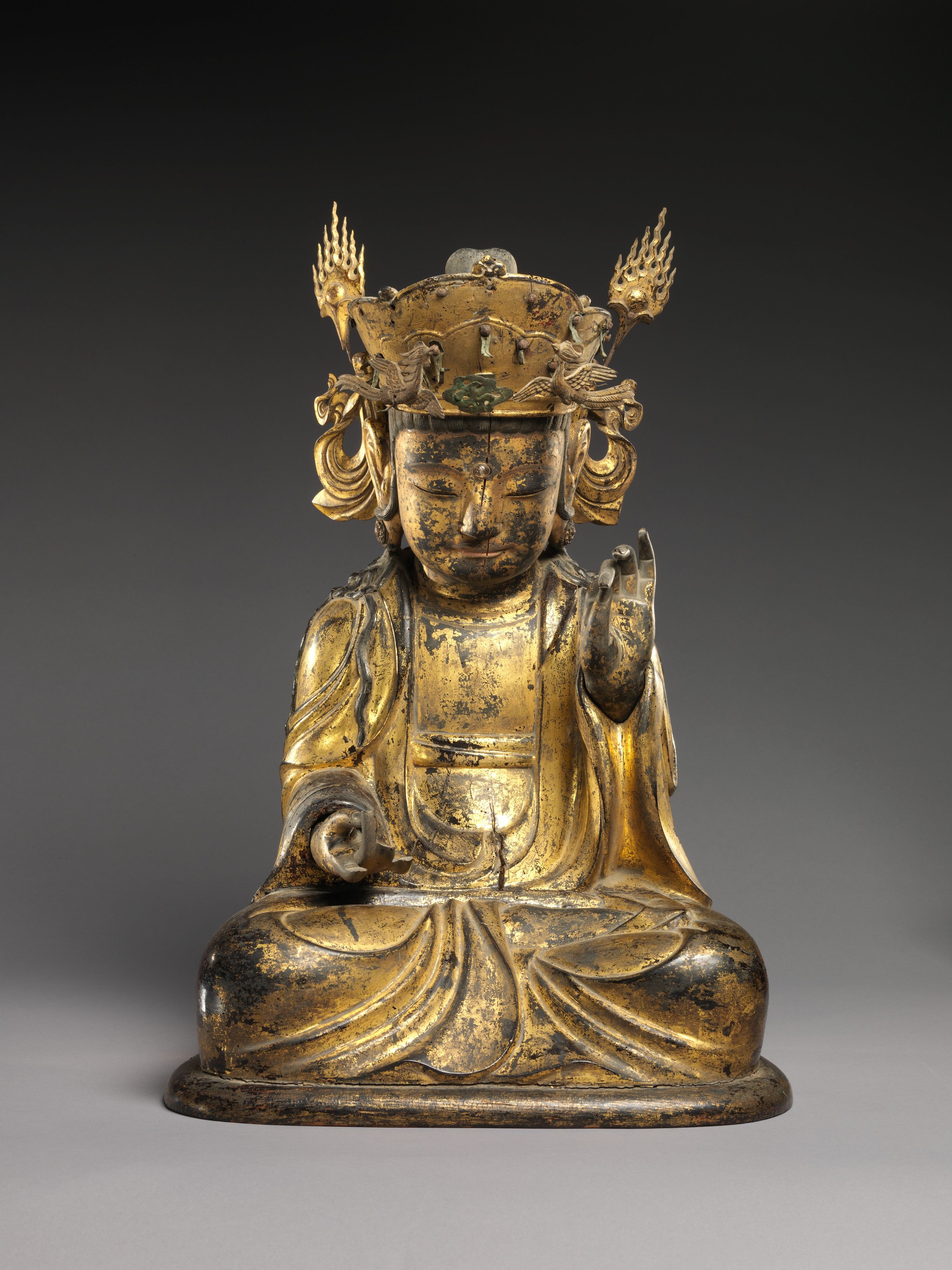
一个现收藏于美国大都会艺术博物馆的木造菩萨坐像

木造菩萨坐像是出自朝鲜半岛17世纪中旬朝鲜王朝时期的木制雕像。通过刻画优雅的身姿、高大华丽的皇冠、层叠褶皱的帷幔来表现出一个慈悲开明的菩萨形象。这尊雕像最初是释迦牟尼或阿弥陀佛两侧的两位菩萨之一，是为了一个位于全罗南道的寺庙而设计制作的。2015年，由玛丽和杰克逊伯克基金会捐赠给大都会艺术博物馆。

## 简介
菩萨，即菩提萨埵，译成汉语的意思为觉悟的有情众生。木造菩萨坐像制作于17世纪中旬朝鲜王朝时期，是为了一个位于全罗南道的寺庙所制作的。通过刻画优雅的身姿、高大华丽的皇冠、层叠褶皱的帷幔来表现出一个慈悲开明的菩萨形象。其高约51.4厘米，长约51.4厘米，宽约36.2厘米。
2015年，玛丽和杰克逊伯克基金会将木造菩萨坐像捐赠给位于美国纽约的大都会艺术博物馆。随后，大都会艺术博物馆前后共计四次展出了这件藏品。

## 图集

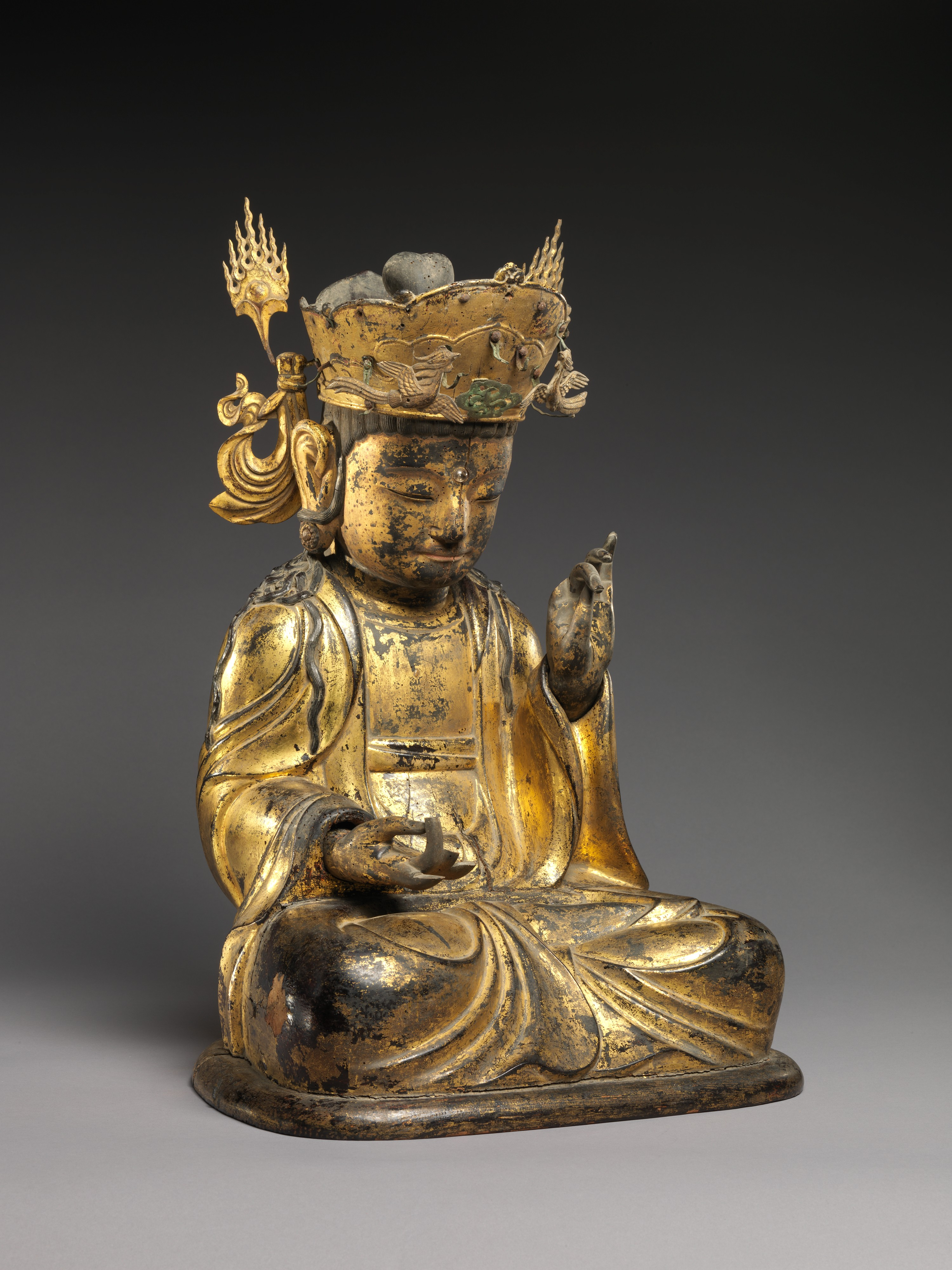
木造菩萨坐像斜侧
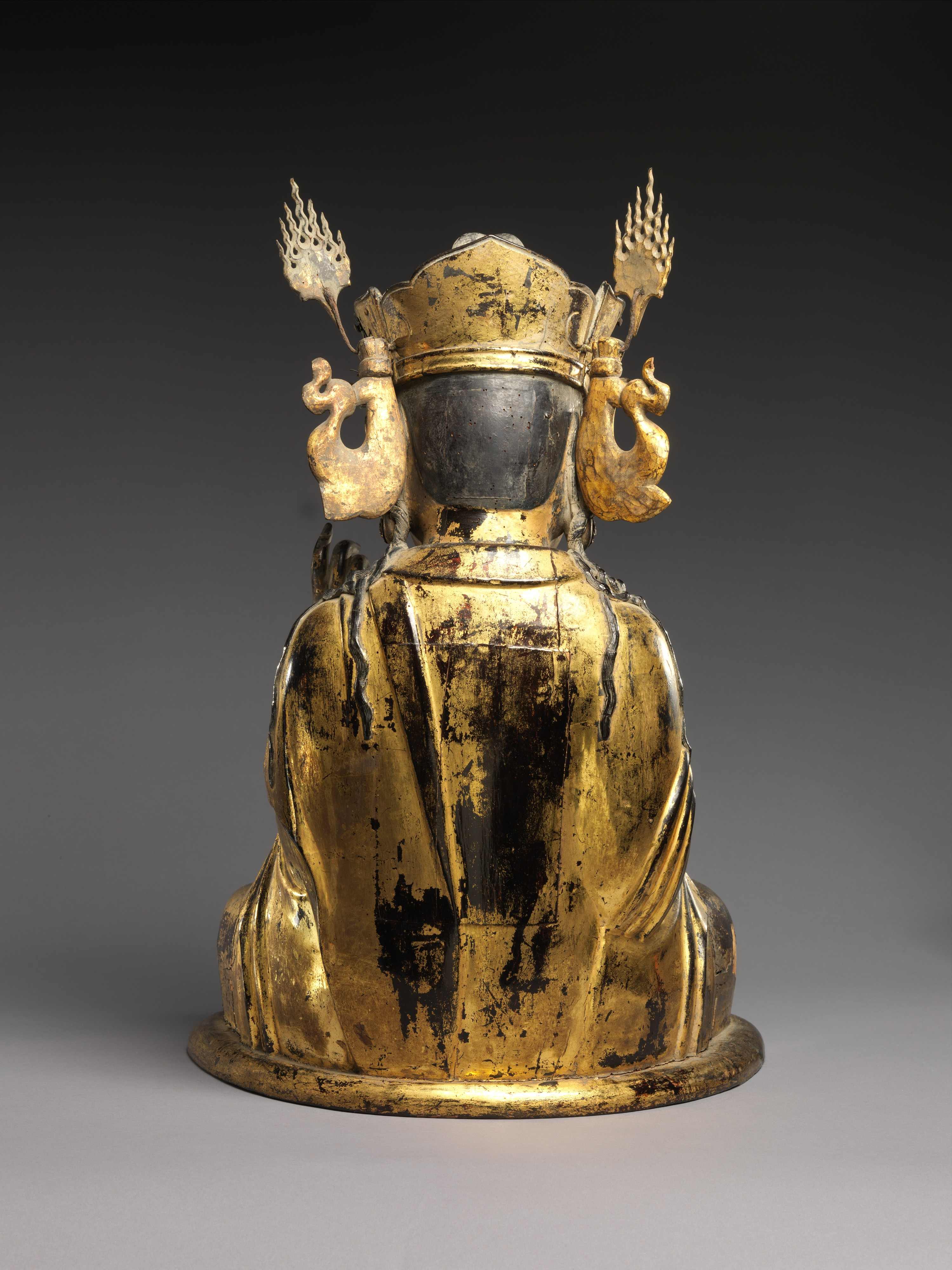
木造菩萨坐像背侧
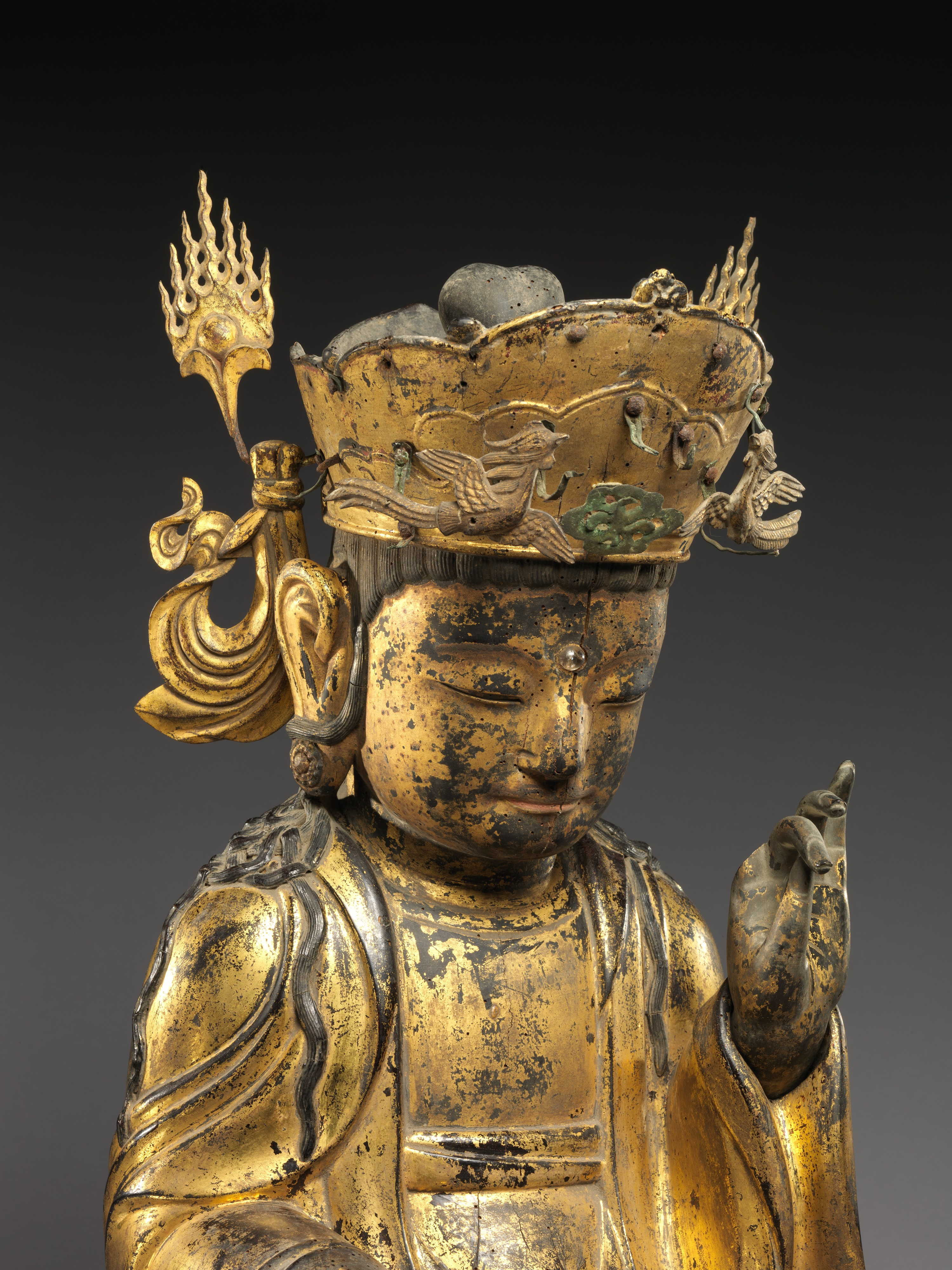
近距离拍摄的木造菩萨坐像

## 延伸阅读
- Lee Soyoung.  7. New York. 2004-10: 90–91 （英语）.
- Marylin M. Rhie.  3. 2010 （英语）.